# مریلی راش
مریلی راش (née 27 ژانویه 1944) یک خواننده آمریکایی است که بیشتر به دلیل ضبط آهنگ " فرشته صبح " شناخته شده‌است.
راش در سیاتل، واشینگتن در خانواده روبن و ادیت گانست به دنیا آمد. پدرش خانه‌ساز بود. او در شمال سیاتل بزرگ شد و از سنین جوانی پیانو کلاسیک خواند. در سال ۱۹۶۰، او تست داد و خواننده گروه آزتک‌های شگفت‌انگیز، یک گروه راک اند رول در منطقه سیاتل به رهبری نیل راش، نوازنده ساکسیفون شد و بعداً با او ازدواج کرد.
او با بیلی مک خواننده، ترانه‌سرا و سرگرم‌کننده ازدواج کرده‌است. مریلی برای چندین دهه پرورش دهنده چندین سگ گله قدیمی انگلیسی قدیمی بود. او و همسرش یک برنامه پخش زنده در کانال یوتیوب خود، «آهنگ‌های بیلی مک» دارند.